# Черна Вода (притока Ужа)
Чєрна вода (словац. Čierna voda) — річка в Словаччині, каналізована права притока Ужа, протікає в округах Михайлівці і Собранці.
Довжина — 23.5 км.
Витікає із Земплінської Ширави біля села Лучки на висоті 116 метрів. Протікає біля села Завадка; приймає води потоку Окна.
Впадає в Уж біля села Стретавка.